# Arsilya
Arsilya är en ort i Azerbajdzjan.   Den ligger i distriktet Jardymly, i den södra delen av landet, 210 kilometer sydväst om huvudstaden Baku. Arsilya ligger 806 meter över havet och antalet invånare är 421.
Terrängen runt Arsilya är kuperad, och sluttar österut. Närmaste större samhälle är Arus, 3,3 kilometer sydväst om Arsilya. 
Trakten runt Arsilya består till största delen av jordbruksmark. Runt Arsilya är det ganska tätbefolkat, med 70 invånare per kvadratkilometer.